# Zenopsis nebulosa
Zenopsis nebulosa is een straalvinnige vissensoort uit de familie van zonnevissen (Zeidae). De wetenschappelijke naam van de soort is voor het eerst geldig gepubliceerd in 1845 door Temminck & Schlegel.